# Małgorzata Ruchniewicz
Małgorzata Ruchniewicz (* 1970 in Bystrzyca Kłodzka) ist eine habilitierte polnische Zeithistorikerin, spezialisiert auf die Geschichte Polens im 20. Jahrhundert. Sie wurde für ihre wissenschaftlichen Publikationen, von denen einige auch auf Deutsch erschienen sind, mehrfach ausgezeichnet und ist seit 2016 assoziierte Professorin am Institut für Geschichte der Universität Wrocław.

## Leben
Małgorzata Ruchniewicz begann 1989 ein Studium der Geschichte an der Universität Wrocław, das sie 1994 mit einer Arbeit über polnische Repatrianten aus Sibirien abschloss. Sie war Assistentin am Historischen Institut dieser Universität und promovierte 1998 über die Repatriierung der in die Sowjetunion verschleppten Polen in den Jahren 1955 bis 1959. Ihre Master- wie auch die Doktorarbeit wurden von Wojciech Wrzesiński betreut. Im Jahr 2000 wurde ihre publizierte Dissertation vom polnischen Nachrichtenmagazin Polityka als bestes historisches Buch in der Kategorie „Erstes Buch“ ausgezeichnet. Nach der Promotion war Ruchniewicz als Senior Lecturer an der historischen Fakultät der Universität Wrocław tätig. Seit 2016 ist sie dort assoziierte Professorin. Sie ist Mitglied der Historischen Kommission für Schlesien.
Ihre Forschung umfasst die Geschichte Polens im 20. Jahrhundert; insbesondere das Schicksal der Polen in den ehemaligen polnischen Ostgebieten und in der UdSSR, die Geschichte von Belarus im 20. Jahrhundert und die Geschichte Niederschlesiens sowie der Grafschaft Glatz. Das Buch Geschichte des Glatzer Landes (2006) von Małgorzata Ruchniewicz und Arno Herzig in einer polnischen und einer deutschen Ausgabe gilt als das „erste gemeinschaftlich deutsch-polnisch erarbeitete Werk zur Geschichte dieser Region“.
Die aus dem Polnischen übersetzte Monografie Das Ende der Bauernwelt. Die Sowjetisierung des westweißrussischen Dorfes 1944–1953 beruht auf ihrer Habilschrift. Es ist eine Studie über die Kollektivierung belarussischer Dörfer und deren Auswirkungen auf die Lebensverhältnisse der Bewohner.  Ruchniewicz zeichnet „die fundamentalen Umwälzungsprozesse nach, die nach dem Rückzug deutscher Truppen 1944 die sozioökonomischen Verhältnisse in den Dörfern der hinzugewonnenen Gebiete ein weiteres Mal innerhalb kürzester Zeit auf den Kopf stellten“. Neben der „sehr profunden“ polnischen ist auch die belarussische und die deutschsprachige Literatur in die Arbeit eingeflossen. Die „verdienstvolle Publikation“ mache „am Beispiel der Kollektivierung im sowjetischen Randgebiet auf eindringliche Weise deutlich, welche verhängnisvollen Dynamiken Handlungen erzeugen, die – auf dem Papier – planvoll anmuten, in der Praxis jedoch eine ganze Gesellschaft gewaltsam umgekrempelt haben“, so das Review in Sehepunkte. Der Rezensent der Frankfurter Hefte kritisierte, dass die Lebenswelt, deren Ende die Autorin anhand zahlreicher Statistiken beschreibt, abstrakt bleibe. „Um solche Lebenswelten wirklich zu erfassen, genügen keine Zahlen und kein Inventarverzeichnis. Vielmehr bedarf es der individuellen Perspektive(n)“.

## Auszeichnungen
- 2000: Auszeichnung des polnischen Nachrichtenmagazins Polityka (Nagrody Historyczne POLITYKI 2000) für die Publikation ihrer Dissertation über die Repatriierung der in die Sowjetunion verschleppten Polen in den Jahren 1955 bis 1959 als bestes historisches Buch in der Kategorie „Erstes Buch“.[1]
- 2009: Auszeichnung von Umsiedlungen, Vertreibungen und Fluchtbewegungen 1939–1959: Atlas zur Geschichte Ostmitteleuropas als bestes Geschichtsbuch des Jahres in der Kategorie „Populärwissenschaft“; gleichzeitig war das Buch Ko-Finalist bei der Auszeichnung des polnischen Nachrichtenmagazins Polityka in der Kategorie „Populärwissenschaft“[1]
- 2011: Bohdan-Koziełło-Poklewski-Preis auf dem Gebiet der Geschichte.[12]
- 2015: Auszeichnung des polnischen Nachrichtenmagazins Polityka für die Einführung und Übersetzung von Briefen von Jadwiga und Bolesław Haber aus Arbeitslagern und Exil in der UdSSR in den Jahren 1946–1955: Nie jesteśmy całkiem zapomniani… (Wir werden nicht völlig vergessen…), Warschau 2014.[13]

## Publikationen

### Monografien
- (Hg.) Polen zwischen Archangelsk und Magadan. Erinnerungen an Lager und Verbannung in der Sowjetunion, 1930 bis 1950. Aus dem Polnischen übersetzt von Jakub Sawicki und Peter Oliver Loew. Harrassowitz Verlag, Wiesbaden 2024. ISBN 978-3-447-12112-5
- Das Ende der Bauernwelt: Die Sowjetisierung des westweißrussischen Dorfes 1944–1953. Aus dem Polnischen übersetzt von Sabine Stekel und Markus Krzoska. Wallstein-Verlag, Göttingen 2015, ISBN 978-3-8353-1403-0.[14]
- mit Arno Herzig: Kleine Geschichte des Glatzer Landes. Bergstadtverlag, Freiburg im Breisgau 2011, ISBN 978-3-87057-308-9.
- mit Grzegorz Hryciuk, Bożena Szaynok und Andrzej Żbikowski: Umsiedlungen, Vertreibungen und Fluchtbewegungen 1939–1959: Atlas zur Geschichte Ostmitteleuropas. Bundeszentrale für Politische Bildung, Bonn 2012, ISBN 978-3-8389-0324-8 (polnische Ausgabe: Wysiedlenia, wypędzenia i ucieczki 1939–1959: atlas ziem Polski: Polacy, Żydzi, Niemcy, Ukraińcy. Demart, Warschau 2008, ISBN 978-83-7427-391-6).
- mit Arno Herzig: Geschichte des Glatzer Landes. Dobu Verlag, Hamburg 2006, ISBN 3-934632-12-2 (polnische Ausgabe: Dzieje Ziemi Kłodzkiej. Oficyna Wydawnicza Atut, Wrocław 2006, ISBN 83-7432-133-4).
- Repatriacja ludności polskiej z Związku Socjalistycznych Republik Radzieckich w latach 1955–59. Oficyna Wydawnicza Volumen, Warschau 2000, ISBN 83-7233-042-5. (Zugleich Dissertation, Universität Wrocław 1998).

### Artikel und Kapitel in Zeitschriften und Sammelbänden (Auswahl)
- Das neue jüdische Leben in Polen. Juden in Niederschlesien nach 1945. In: Andreas Brämer, Arno Herzig, Krzysztof Ruchniewicz (Hrsg.): Jüdisches Leben zwischen Ost und West. Neue Beiträge zur jüdischen Geschichte in Schlesien. Wallstein Verlag, Göttingen 2014, ISBN 978-3-8353-1015-5, S. 473–503.
- „Nie jesteśmy całkiem zapomniani…" Listy Jadwigi i Bolesława Haberów z łagrów i zesłania w ZSRR z lat 1946–1955. Einführung, Bearbeitung, Übersetzung von Małgorzata Ruchniewicz, Instytut Pamięci Narodowej (Institut für Nationales Gedenken), Warschau 2014. (online)
- Bevölkerungsbewegungen während des Krieges. In: Witold Sienkiewicz (Hrsg.): Zwangsumsiedlung, Flucht und Vertreibung 1939–1959. Atlas zur Geschichte Ostmitteleuropas. Bundeszentrale für politische Bildung, Bonn 2009, ISBN 978-3-8389-0015-5, S. 160–205.
- Geschichte verstehen – Zukunft gestalten: Die deutsch-polnischen Beziehungen in den Jahren 1933–1949; ergänzende Unterrichtsmaterialien für das Fach Geschichte. Neisse Verlag, Dresden 2007, ISBN 978-3-934038-99-8.
- Zwangsumsiedlungen von Polen aus den von der Weißrussischen Sowjetrepublik annektierten Territorien (1939–1959). In: Stefan Troebst, Hans-Jürgen Bömelburg: Zwangsmigrationen in Nordosteuropa im 20. Jahrhundert. (= Nordost-Archiv. Band XIV). 2005, S. 164 f.
- mit Krzysztof Ruchniewicz: Katyn 1940. In: Gerd R. Ueberschär (Hrsg.): Orte des Grauens. Verbrechen im Zweiten Weltkrieg. Primus-Verlag, Darmstadt 2003, ISBN 3-89678-232-0, S. 71–83.